# Splash and Fun Water Park
Het Splash and Fun Water Park is een zwemparadijs aan de kust van het eiland Malta. 
Naast vele verschillende glijbanen bevinden zich in het park ook enkele buitenzwembaden, een lazy river en in het hoogseizoen dagelijks een uitgebreid animatieprogramma. In tegenstelling tot de meeste zwembaden, zijn in het Splash and Fun Water Park alle zwemfaciliteiten voorzien van zout water.
Het Splash and Fun Water Park maakt samen met het Mediterraneo Marine Park deel uit van de onderneming Marineland Ltd. De parken liggen tegen elkaar aan en het is dan ook mogelijk om een gecombineerd toegangsbewijs te kopen voor beide parken.